# Luis Lima
Luis Lima (nascido em 12 de setembro de 1948 em Córdoba, Argentina) é um tenor de ópera que estudou em Buenos Aires com Carlos Guichandut e em Sicília, com Gina Cigna. Ele estreou na ópera em 1974, em Lisboa, na Cavalleria rusticana, e desde então cantou setenta e sete apresentações na Metropolitan Opera (de 1977 a 2001) em nove papéis diferentes, começando com Alfredo Germont em "La traviata". Ele também cantou com a New York City Opera (1978-79, estreando em  Madama Butterfly), no Teatro alla Scala (aparecendo pela primeira vez em  Lucia di Lammermoor, 1977) e a no Royal Opera House, Covent Garden (de 1984).  

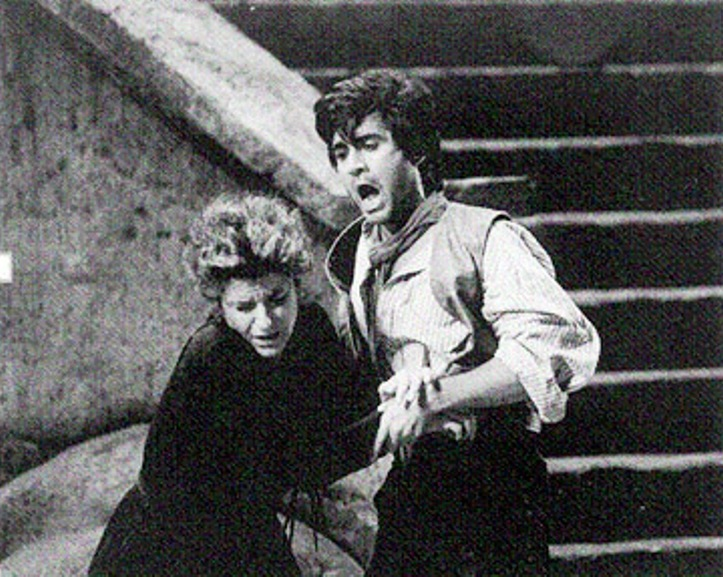
Luis Lima e Agnes Baltsa em Cavalleria Rusticana

Em 1979, Luis Lima gravou "Le roi de Lahore", de Massenet, para Decca, ao lado de Dame Joan Sutherland. Em 1988, ele filmou "Così fan tutte" de Mozart, dirigido por Jean-Pierre Ponnelle e dirigido por Nikolaus Harnoncourt, com Teresa Stratas como Despina e Ferruccio Furlanetto. Ele também aparece em um CD de "Gemma di Vergi" na CBS (agora Sony) com Montserrat Caballé, Paul Plishka e Louis Quilico, conduzido por Eve Queler e a zarzuela '' Bohemios '' com Maria Bayo em Valois.

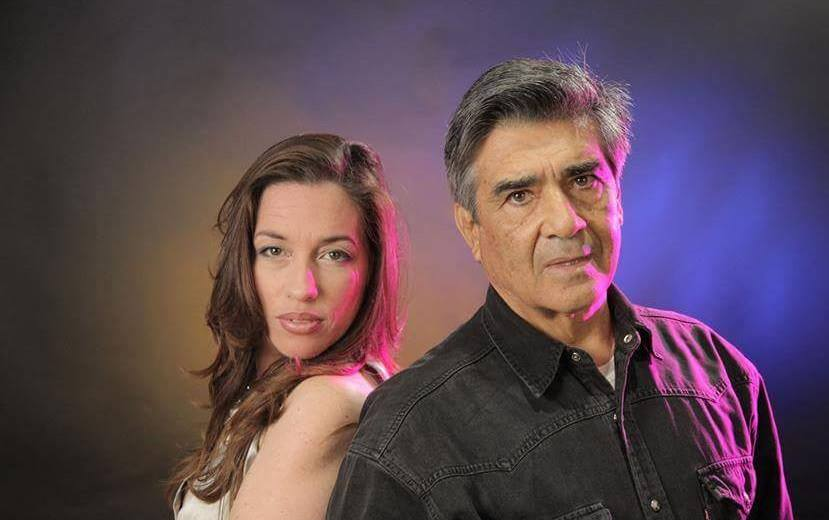
Luis Lima e Marilin Miller

Também há lançamentos em DVD de Covent Garden, de Don Carlo, com Ileana Cotrubas, Giorgio Zancanaro e Robert Lloyd (Robert Lloyd), liderados por Bernard Haitink e  Carmen  com Maria Ewing, Leontina Vaduva e Gino Quilico, conduzido por Zubin Mehta.

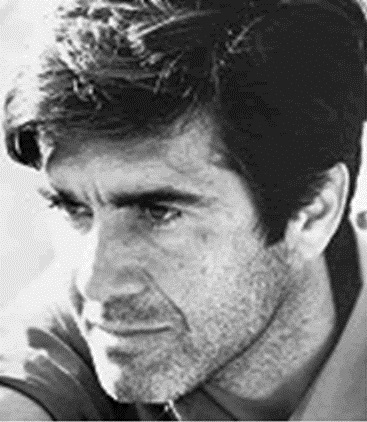
Luis Lima